# فرانك غاردنر (سائق سباق)
فرانك غاردنر (بالإنجليزية: Frank Gardner)‏ هو سائق سباق أسترالي، ولد في 1 أكتوبر 1931 في سيدني في أستراليا، وتوفي في 29 أغسطس 2009 في Mermaid Waters, Queensland ‏ في أستراليا.